# Elijah McCoy

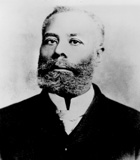
Elijah McCoy

Elijah McCoy (* 2. Mai 1844 in Colchester (Ontario); † 10. Oktober 1929 im Eloise Hospital, Westland, Wayne County, Michigan) war ein kanadischer Ingenieur und Erfinder.

## Familie
Seine Eltern, George und Mildred McCoy waren Sklaven, die mit Hilfe der Underground Railroad aus Kentucky, USA, nach Kanada geflohen waren. George diente in der Armee und nahm an den Rebellionen von 1837 teil. Danach gab die Regierung ihm 160 Acres Farmland nahe Colchester.

## Karriere
Der Afrokanadier Elijah McCoy wurde im Alter von 15 Jahren zum Studium des Maschinenbaus nach  Edinburgh, Schottland, gesandt. Nach Beendigung seines Studiums ging er nach Ypsilanti, Michigan, wo sich seine Familie zwischenzeitlich angesiedelt hatte. Als Schwarzer fand er nur Arbeit als Heizer und Schmierer bei der Michigan Central Railroad. Er erfand eine automatische Schmiervorrichtung für die Dampfmaschine der Lokomotiven, für die er 1872 das US-Patent 129.843 erhielt. (Ähnlich John R. Sees´ US-Patent 40433 aus 1863.)
In der Folge verbesserte er seine Erfindung und hatte bis 1900 mehr Patente als andere schwarze Erfinder. 2001 wurde er in die National Inventors Hall of Fame aufgenommen.

## Redewendung
Elijah McCoy gilt als ein möglicher Ursprung der amerikanischen Redewendung „The real McCoy“. Die Redewendung The real McCoy steht für Der Wahre Jacob oder das Wahre.